# Boletus violaceofuscus
Espèce
Boletus violaceofuscus, de son nom scientifique japonais Murasaki-yamadori-také (ムラサキヤマドリタケ), traduit en français Cèpe violet ou cèpe brun violacé, est un champignon basidiomycète du genre Boletus, de la famille des Boletaceae. Excellent comestible, très proche du cèpe de Bordeaux (Boletus edulis), qu'il semble remplacer dans certaines régions de Chine, de Taïwan et du Japon.  L'analyse phylogénétique tend à démontrer qu'il s'agit d'une espèce différente, et pas d'une variété.

## Taxinomie

### Binôme actuel
Boletus violaceofuscus  W.F. Chiu 1948 

## Description

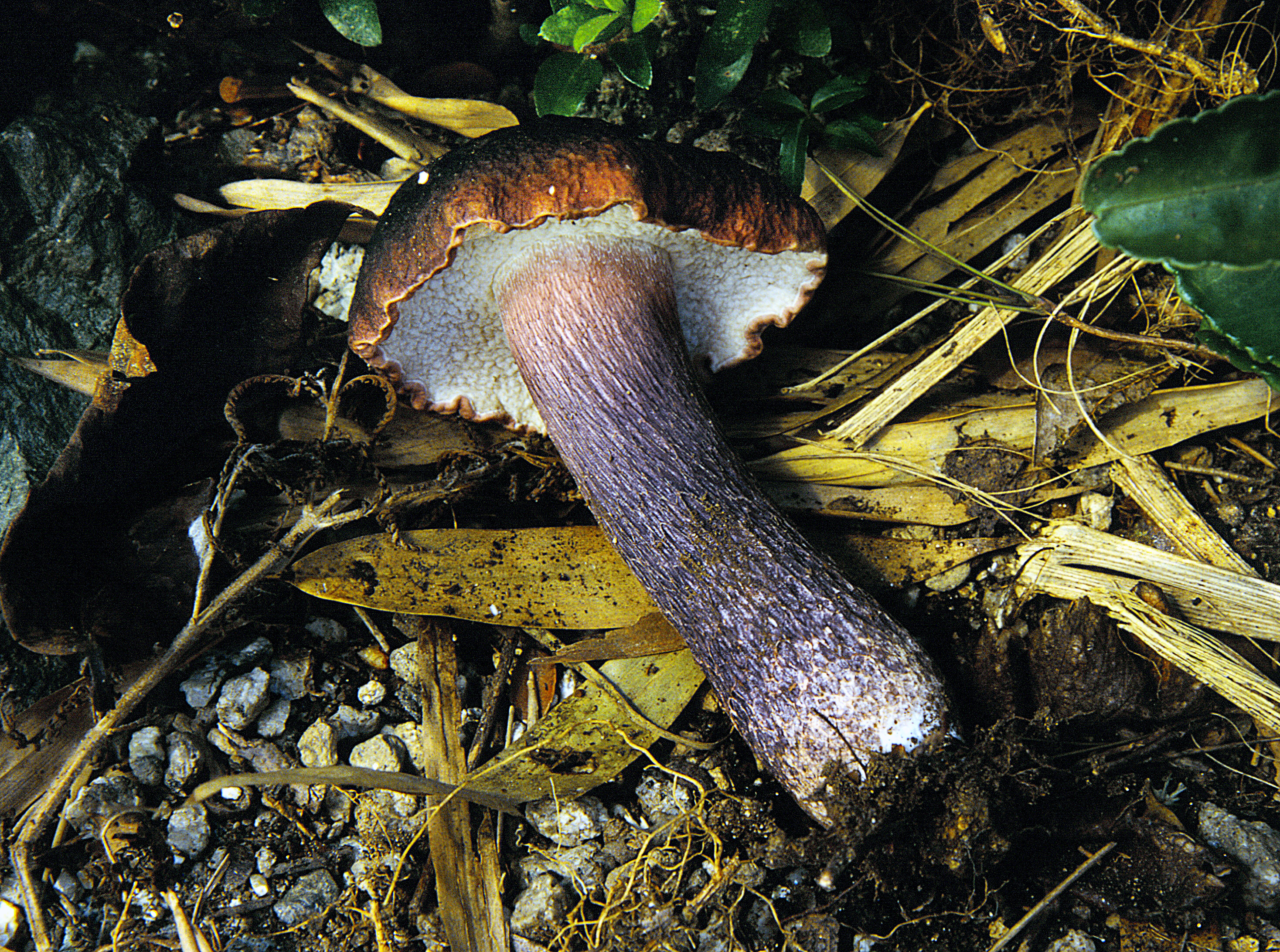
Boletus violaceofuscus, Cèpe violet (ムラサキヤマドリタケ), (Japon)

Chapeau de 4-9 cm large, convexe, brun violacé puis bleu violet à violet foncé, surface lisse, finement veloutée, viscidule,.
Hyménium constitué de tubes sinués, libres, déprimés autour stipe, d'abord blanc, jaunissants avec l'âge. 
Sporée brun olivacé.
Stipe 6-8 cm x 1-1.5 cm, cylindrique, atténué vers l'apex, concolore au chapeau (brun, mauve, noir) ou plus pâle, fortement réticulé de veines blanchâtres,.
Chair couleur blanchâtre, immuable au froissement.
Spores 19-21 x 6,5-9 µm, subfusiformes.

## Habitat
Fructifie de juillet à septembre. Mycorhize avec les chênes (divers Quercus) en Chine (Kwangtung, Kwangsi, Guizhou), Japon (partout),, Taïwan (alt: 1800 m)
Trouvé sur le marché de Kunming (1.890 m) en 1948.

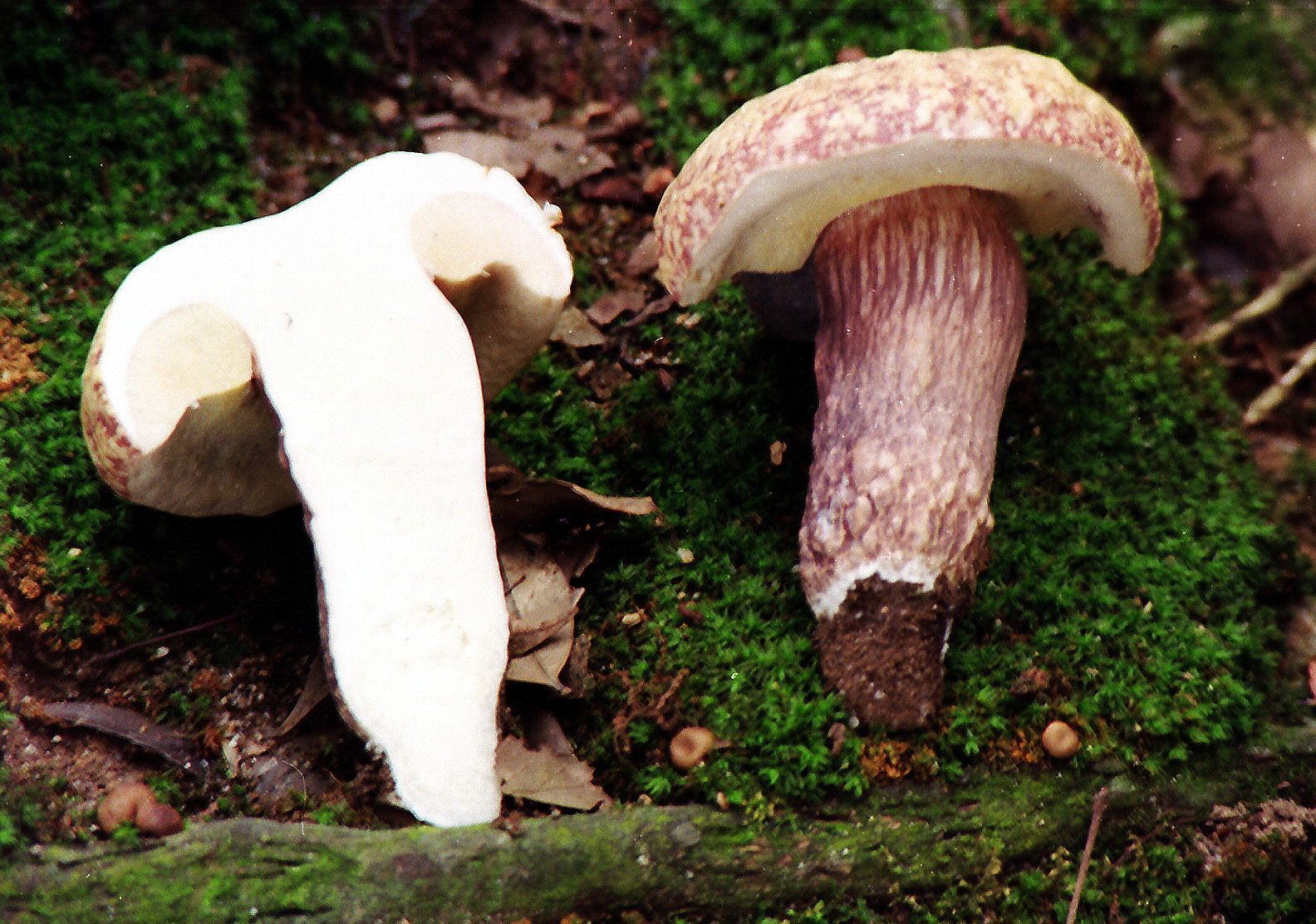
Cèpe violet (ムラサキヤマドリタケ), Kyôto, Fushimi-Inari (Japon)

## Comestibilité
Bon comestible, saveur de noisette, plus ferme et moins envahi de larves que le cèpe. Parfois vendu hors de Chine comme Boletus edulis séché.

## Articles connexes

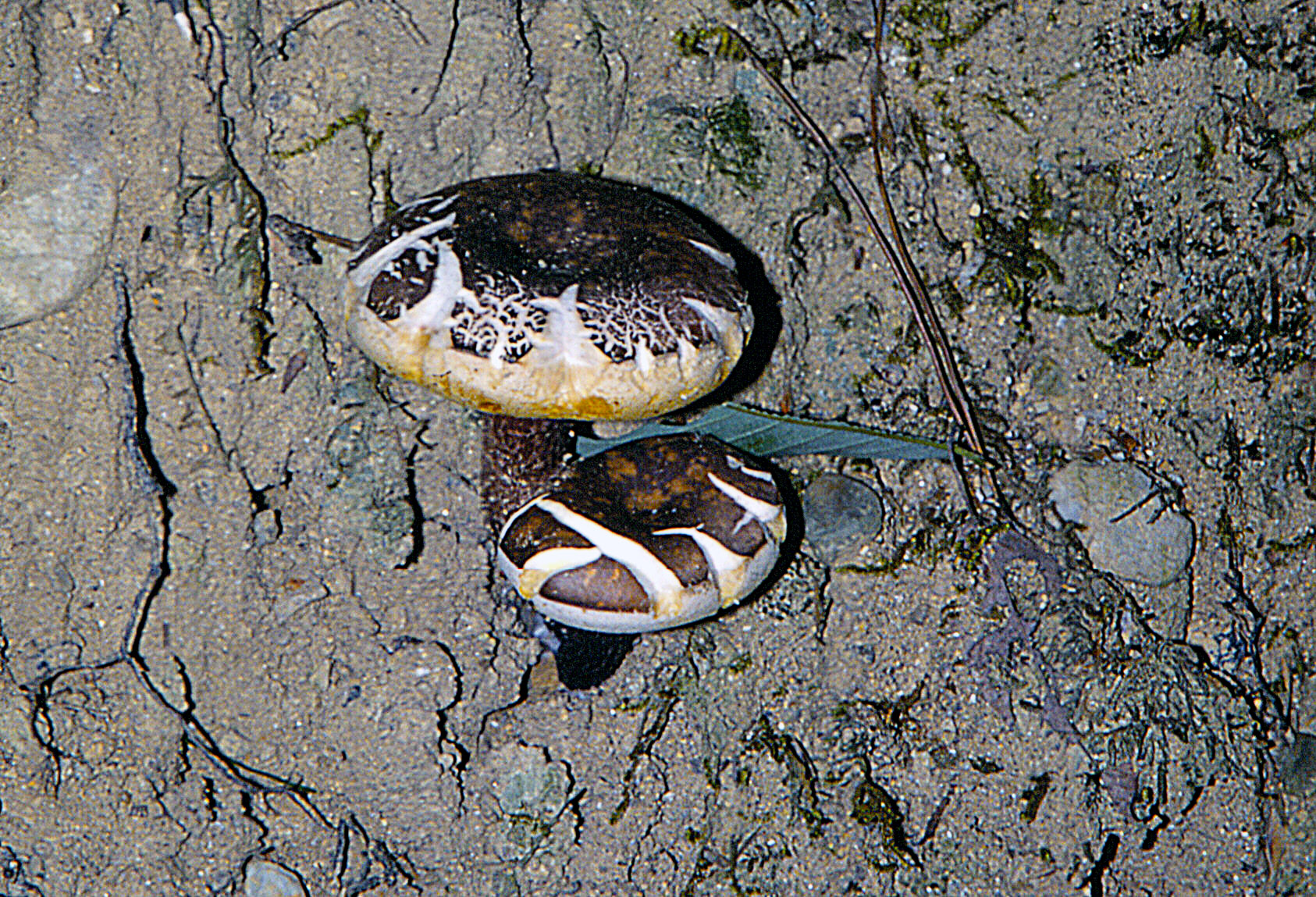
Takatsuki Isé-Ji, en lisière de sous-bois Quercus-Castanopsis. Cuticule rompue par temps sec. Assez profondément enfoncés dans la terre d'un talus, sous Quercus et autres feuillus.